# Zoo di Central Park
Lo zoo di Central Park è uno zoo che copre un'area di circa 6 ettari e mezzo situato nell'angolo sud est di Central Park, a New York, facente parte di un sistema integrato di quattro zoo e un acquari gestito dalla Wildlife Conservation Society (WCS). In concomitanza con le operazioni dello zoo di Central Park, il WCS offre programmi educativi per bambini, è impegnato nel ripristino delle popolazioni di specie in via di estinzione e raggiunge la comunità locale attraverso programmi di volontariato.
Il suo precursore, una ménagerie, venne fondata nel 1864, diventando il primo zoo pubblico ad aprire a New York. L'attuale struttura è stata aperta per la prima volta come zoo cittadino il 2 dicembre 1934 e faceva parte di un più ampio programma di rivitalizzazione di parchi cittadini, parchi giochi e zoo avviato nel 1934 dal commissario del New York City Department of Parks and Recreation (NYC Parks), Robert Moses. La struttura è stato costruita, in gran parte, attraverso il lavoro e il finanziamento della Civil Works Administration e della Works Progress Administration (WPA). Lo zoo dei bambini è stato aperto a nord dello zoo principale nel 1960, utilizzando una donazione del senatore Herbert Lehman e di sua moglie Edith.
Dopo 49 anni di attività come zoo cittadino gestito da New York Parks, lo zoo di Central Park venne è chiuso nel 1983 per una ristrutturazione. La chiusura faceva parte di un programma di ristrutturazione quinquennale da 35 milioni di dollari, che ha completamente sostituito le gabbie dello zoo con ambienti naturalistici. È stato ridedicato l'8 agosto 1988, come parte di un sistema di cinque strutture gestite dal WCS, tutte accreditate dall'Associazione degli zoo e degli acquari (AZA).

## Aree

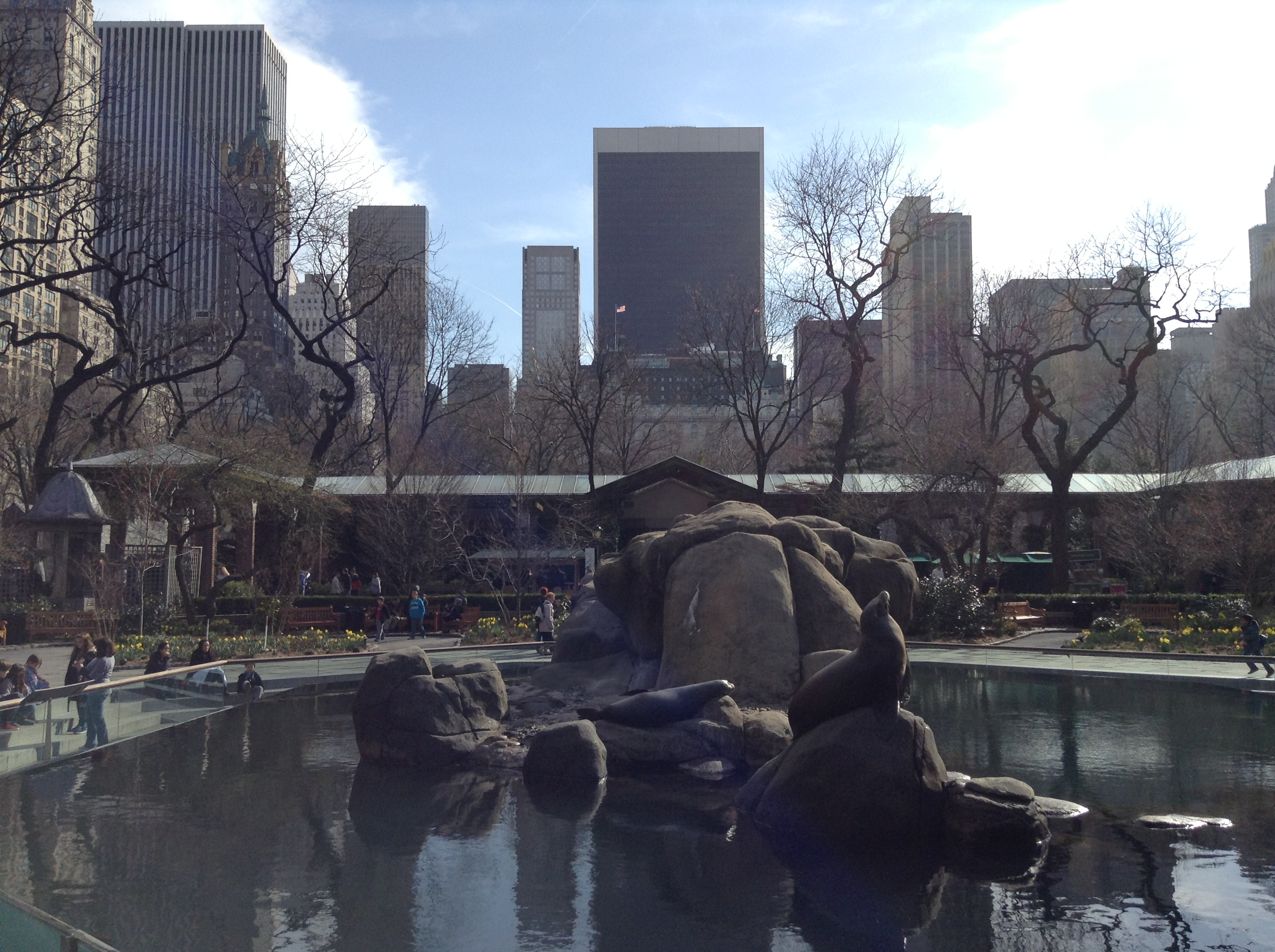
Vista sulla città dalla parte centrale dello zoo nella vasca dei leoni marini

Lo zoo di Central Park fa parte della Wildlife Conservation Society (WCS), una rete integrata di quattro zoo e un acquario che opera in tutta New York. Situato a East 64th Street e Fifth Avenue, lo zoo è situato su un terreno di 6,5 acri (2,6 ettari) a Central Park. I visitatori possono entrare attraverso l'ingresso della Fifth Avenue o dall'interno di Central Park.
Lo zoo di Central Park è una grande attrazione turistica all'interno di Central Park, attirando più di un milione di persone ogni anno. Secondo uno studio del 2011 del Central Park Conservancy, lo zoo e i suoi dintorni vengono visitati da circa quattro milioni di persone ogni anno. Tuttavia, il WCS cita cifre molto più basse poiché conta solo i visitatori con i biglietti. Nel 2007, il WCS ha registrato 1,01 milioni di visitatori, e nel 2006, 1,03 milioni. Secondo il censimento dei suoi zoo del 2016, della Wildlife Conservation Society, lo zoo di Central Park contava 1.487 animali, facenti parte di 163 specie.

### Area principale
Il cuore dello zoo è costituito da un'ampia piazza quadrata aperta, circondata da aiuole. L'intera area è circondata e circondata dalle tre aree principali che ospitano le attrazioni principali (l'area tropicale, temperata e polare). Tutti gli edifici sono costruiti con mattoni guarniti di granito, ricoperti da rampicanti. Le tre aree espositive convergono sulla piazza centrale, al centro della quale si trova la vasca delle otarie della California. La piscina dei leoni marini è circondata da una recinzione in vetro per consentire ai visitatori di osservare i leoni marini mentre nuotano e durante le loro interazioni con i loro keeper.
Animali presenti:
- Otaria della California

### Altre aree
La struttura all'angolo sud-ovest del giardino centrale è la Zona tropicale, un edificio che al suo interno simula una foresta tropicale attraversabile attraverso delle passerelle pedonali a più livelli. All'interno della struttura sono ospitati varie specie di uccelli, pipistrelli, rettili, pesci, e dei lemuri variegati provenienti dallo zoo del Bronx, mantenuti in semi libertà ed in grado di interagire con i visitatori. Il soffitto della struttura è molto ampio e permette a questi animali di volare liberamente. La struttura presenta degli habitat più piccoli visibili dall'esterno. La struttura sorge su quella che originariamente era la casa degli elefanti della ménagerie originale.
Animali presenti:
- Volpe volante di Rodrigues
- Pipistrello coda corta di Seba
- Boa smeraldino
- Boa arcobaleno
- Tamarino edipo
- Callicebo della Bolivia
- Tucano carenato
- Lemure variegato
- Ibis rosso
- Storno smeraldo
- Storno superbo
- Avocetta comune
- Uccello topo maculato
- Tarabuso del sole
- Trupiale del Venezuela
- Tessitore di Taveta
- Motmot corona azzurra
- Cua crestato
- Fringuello grigio-blu
- Oca pigmea africana
- Parrocchetto golablu
- Amazzone frontebianca
- Ara testablu
- Parrocchetto testaprugna
- Parrocchetto di Derby
- Inseparabile di Fischer
- Parrocchetto dorato
- Paradisea rossa
- Paradisea superba
- Piccione delle Nicobare
- Colomba frugivora corona nero
- Gura di Vittoria
- Colomba frugivora corona lilla
- Kagu
- Ara gialloblù
- Ara dalle ali verdi
- Pavone verde
- Piranha rosso
- Tartaruga naso di porcello
- Tartaruga dalle zampe rosse
- Mangusta striata

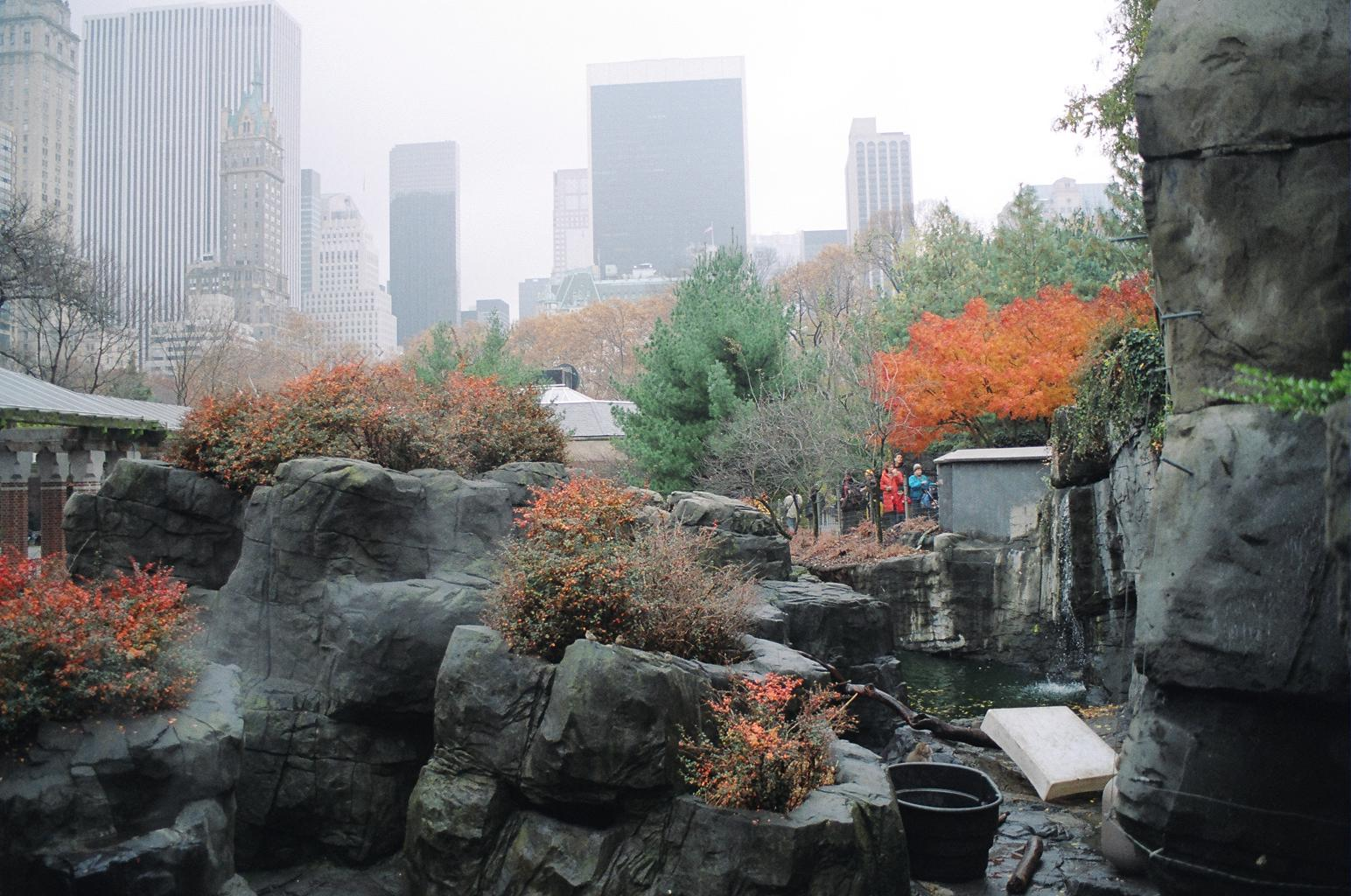
La zona temperata, una delle tre principali aree espositive dello zoo di Central Park

A ovest della piazza principale si trova la Zona Temperata, l'area più grande costituita da una serie di percorsi paesaggistici che circondano un lago. Quest'area ospita animali abitanti delle foreste temperate, soprattutto del continente asiatico. Nel giugno 2009, è stato inaugurato un nuovo habitat per i leopardi delle nevi. Questa zona sorge su quello che originariamente era la caffetteria dello zoo, nel 1934.
Animali presenti:
- Panda rosso
- Gru nucabianca
- Macaco giapponese
- Leopardo delle nevi

Sul lato nord della piazza principale è presente il secondo grande edificio dell'area, la sezione Pinguini e uccelli marini. Questa struttura multilivello ospita una numerosa colonia di mista di varie specie di pinguini, oltre ad altri uccelli marini polari. Sebbene non siano all'interno della struttura, l'area comprende anche due habitat esterni: una vasca esterna per le foche, ed un altro habitat esterno per gli orsi grizzly. La struttura sorge su quella che originariamente era la casa dei leoni della ménagerie originale.
Animali presenti:
- Pinguino reale
- Pinguino macaroni
- Pinguino antartico
- Pinguino papua
- Pulcinella dai ciuffetti
- Pulcinella di mare atlantica
- Edredone
- Edredone reale
- Foca comune
- Orso grizzly

Il lato orientale della piazza centrale si trova vicino all'Arsenale, tecnicamente situato all'esterno dello zoo. La struttura fu completata nel 1851 e originariamente destinata al deposito di armi e munizioni per la Milizia dello Stato di New York. Un tempo fungeva da edificio dello zoo vero e proprio, ma ora contiene gli uffici del dipartimento dei parchi di New York. Lo zoo di Central Park include anche un cinema 4D, situato a nord dell'Arsenale, mentre un negozio souvenir e una biglietteria si trovano a sud della struttura.
Il lato meridionale della piazza centrale contiene l'Intelligence Garden, situato nel luogo in cui si trovava la casa degli ungulati e dei piccoli mammiferi della ménagerie originale. Il suo nome è ispirato a un serraglio di animali rari creato dal re Wen di Zhou nel 1100 aC. In questa zona si trova anche una caffetteria, il Dancing Crane Cafe, situato a sud dell'Intelligence Garden.